# ناتالي كينغستون
ناتالي كينغستون (بالإنجليزية: Natalie Kingston) هي راقصة وممثلة أمريكية، ولدت في 19 مايو 1905 في الولايات المتحدة، وتوفيت بنفس المكان في 2 فبراير 1991 بسبب مرض.

## أعمال

### أفلام
- (1928) ملاك الشارع[3]

## وصلات خارجية
- ناتالي كينغستون على موقع IMDb (الإنجليزية)
- ناتالي كينغستون على موقع أول موفي (الإنجليزية)
- ناتالي كينغستون على موقع قاعدة بيانات الفيلم (الإنجليزية)